# Липове (округ Комарно)
Липове (словац. Lipové) — село в окрузі Комарно Нітранського краю Словаччини. Площа села 10,58 км². Станом на 31 грудня 2015 року в селі проживало 140 жителів.

## Історія
Перші згадки про село датуються 1921 роком.

## Географія
Протікають канал Голяре-Ліпове і Комарнянський канал.

## Населення
| Рік:            | 1994. | 2004.    | 2014.    | 2024.   |
| --------------- | ----- | -------- | -------- | ------- |
| Кількість осіб: | 203   | 180      | 145      | 148     |
| Різниця:        |       | -11,33 % | -19,44 % | +2,06 % |

| Рік:            | 2023. | 2024.   |
| --------------- | ----- | ------- |
| Кількість осіб: | 144   | 148     |
| Різниця:        |       | +2,77 % |